# Goddards Green (West Sussex)
Goddards Green – osada w Anglii, w hrabstwie West Sussex, w dystrykcie Mid Sussex. Leży 45 km na wschód od miasta Chichester i 61 km na południe od Londynu.